# بوب ثورب (لاعب كرة قاعدة)
بوب ثورب (بالإنجليزية: Bob Thorpe)‏ هو لاعب كرة قاعدة أمريكي، ولد في 19 نوفمبر 1926 في كاريفيل في الولايات المتحدة، وتوفي في 30 أكتوبر 1996 في ويفلاند في الولايات المتحدة.